# Elia Soriano
Elia Soriano (* 26. Juni 1989 in Darmstadt) ist ein deutsch-italienischer ehemaliger Fußballspieler und älterer Bruder des italienischen Nationalspielers Roberto Soriano.

## Karriere
In seiner Jugend spielte Soriano für die TSG 46 Darmstadt, später in der Jugendabteilung des SV Darmstadt 98. 2007 schaffte er schließlich den Sprung in die erste Mannschaft, die in der damals noch viertklassigen Oberliga Hessen spielte. 2008 qualifizierte er sich mit dem Verein für die durch die Einführung der neuen Dritten Liga jetzt viertklassige Regionalliga Süd. In 83 Ligaspielen für Darmstadt 98 erzielte Soriano 32 Tore.
2010 wechselte er zum VfR Aalen, der als Meister der Regionalliga Süd in die Dritte Liga aufgestiegen war. Sein erstes Profispiel absolvierte er am ersten Spieltag der neuen Saison am 24. Juli 2010 unter Trainer Rainer Scharinger bei der 0:3-Auswärtsniederlage gegen den Zweitligaabsteiger Hansa Rostock. In der Folgezeit kam er auf zwölf Einsätze. In der Winterpause lösten er und der Verein den bis zum 30. Juni 2011 datierten Vertrag mit sofortiger Wirkung auf; Soriano unterschrieb daraufhin einen Halbjahresvertrag bei der zweiten Mannschaft von Eintracht Frankfurt, der am Ende der Rückrunde um ein Jahr verlängert wurde, nachdem Soriano in zwölf Spielen für seinen neuen Verein acht Tore erzielt hatte. Zur neuen Saison wechselte er zum abgestiegenen Drittligisten Karlsruher SC. Zur Saison 2013/14 ging er zu den Stuttgarter Kickers, bei denen er einen Zweijahresvertrag unterschrieb.
In der Winterpause der Saison 2015/16 verließ Soriano die Stuttgarter Kickers auf eigenen Wunsch und spielte für den Ligakonkurrenten Würzburger Kickers. Am 24. Mai 2016 erzielte er im Relegationsspiel zur 2. Fußball-Bundesliga gegen den MSV Duisburg, das die Würzburger Kickers mit 2:1 gewannen, den Ausgleichstreffer.
Im Juli 2017 schloss er sich dem polnischen Erstligisten Korona Kielce an. In seiner zweiten Saison dort wurde er mit 14 Toren in 33 Einsätzen bester Torschütze seiner Mannschaft. Anschließend wechselte Soriano zur Saison 2019/20 zum niederländischen Erstligisten VVV-Venlo. Diesen verließ er im Januar 2020 wieder, um sich dem israelischen Erstligisten Hapoel Ra’anana anzuschließen. Dort bestritt er jedoch nur ein Punktspiel und kehrte im Oktober 2020 nach Deutschland zurück. Von Oktober 2020 bis Juni 2022 spielte er für Kickers Offenbach in der viertklassigen Regionalliga Südwest.

## Erfolge
- Aufstieg in die 2. Bundesliga: 2015/16 (mit den Würzburger Kickers)